# NGC 6739
NGC 6739 (другие обозначения — PGC 62799, ESO 141-28, A 1903-61) — линзообразная галактика (S0) в созвездии Павлин.
Этот объект входит в число перечисленных в оригинальной редакции «Нового общего каталога».